# Campionati del mondo di atletica leggera indoor 2018 - Getto del peso maschile
La gara del getto del peso maschile dei campionati del mondo di atletica leggera indoor 2018 si è svolta il 3 marzo.

## Podio
| Pos.    | Atleta       | Nazionalità   | Misura  |
| ------- | ------------ | ------------- | ------- |
| Oro     | Tomas Walsh  | Nuova Zelanda | 22,31 m |
| Argento | David Storl  | Germania      | 21,44 m |
| Bronzo  | Tomáš Staněk | Rep. Ceca     | 21,44 m |

## Situazione pre-gara

### Record
Prima di questa competizione, il record del mondo indoor e il record dei campionati erano i seguenti.
| Record                | Prestazione | Atleta                      | Data                                               | Competizione                     |
| --------------------- | ----------- | --------------------------- | -------------------------------------------------- | -------------------------------- |
| Record mondiale       | 22,66 m     | Randy Barnes Stati Uniti    | 20 gennaio 1989 Los Angeles, Stati Uniti d'America |                                  |
| Record dei campionati | 22,24 m     | Ulf Timmermann Germania Est | 7 marzo 1987 Indianapolis, Stati Uniti d'America   | Campionati del mondo indoor 1987 |

### Campioni in carica
I campioni in carica a livello mondiale erano:
| Campione        | Atleta                    | Prestazione | Data                                           | Competizione                     |
| --------------- | ------------------------- | ----------- | ---------------------------------------------- | -------------------------------- |
| Olimpico        | Ryan Crouser Stati Uniti  | 22,52 m     | 18 agosto 2016 Rio de Janeiro, Brasile         | Giochi della XXXI Olimpiade      |
| Mondiale indoor | Tomas Walsh Nuova Zelanda | 21,78 m     | 18 marzo 2016 Portland (Stati Uniti d'America) | Campionati del mondo indoor 2016 |

### La stagione
Prima di questa gara, gli atleti con le migliori tre prestazioni dell'anno erano:
| Pos. | Atleta                    | Prestazione | Data                                 |
| ---- | ------------------------- | ----------- | ------------------------------------ |
| 1    | Tomáš Staněk Rep. Ceca    | 22,17 m     | 6 febbraio 2018 Düsseldorf, Germania |
| 2    | Konrad Bukowiecki Polonia | 22,00 m     | 15 febbraio 2018 Toruń, Polonia      |
| 3    | Michał Haratyk Polonia    | 21,47 m     | 18 febbraio 2018 Toruń, Polonia      |

## Risultati

### Finale
La finale diretta si è tenuta il 4 marzo alle ore 11:57.
| Pos | Atleta                | Nazionalità                 | 1ª prova | 2ª prova | 3ª prova | 4ª prova | 5ª prova | 6ª prova | Risultato | Note                                     |
| --- | --------------------- | --------------------------- | -------- | -------- | -------- | -------- | -------- | -------- | --------- | ---------------------------------------- |
|     | Tomas Walsh           | Nuova Zelanda               | 22,13 m  | x        | 22,13 m  | x        | x        | 22,31 m  | 22,31 m   | Record dei campionati                    |
|     | David Storl           | Germania                    | 21,14 m  | 21,15 m  | 21,08 m  | 21,44 m  | x        | 21,18 m  | 21,44 m   | Miglior prestazione personale stagionale |
|     | Tomáš Staněk          | Rep. Ceca                   | 20,28 m  | 21,12 m  | x        | 21,44 m  | x        | 20,27 m  | 21,44 m   |                                          |
| 4   | Darlan Romani         | Brasile                     | 21,23 m  | x        | 21,09 m  | 20,97 m  | 21,04 m  | 21,37 m  | 21,37 m   | Record sudamericano                      |
| 5   | Mesud Pezer           | Bosnia ed Erzegovina        | 20,36 m  | 20,31 m  | 21,15 m  | 20,58 m  | 20,73 m  |          | 21,15 m   | Record nazionale                         |
| 6   | Darrell Hill          | Stati Uniti                 | 21,06 m  | x        | 20,79 m  | x        | x        |          | 21,06 m   | Miglior prestazione personale            |
| 7   | Ryan Whiting          | Stati Uniti                 | 20,96 m  | x        | 20,28 m  | 20,45 m  | 21,03 m  |          | 21,03 m   | Miglior prestazione personale stagionale |
| 8   | Konrad Bukowiecki     | Polonia                     | 18,35 m  | 20,99 m  | 20,15 m  | x        | x        |          | 20,99 m   |                                          |
| 9   | Tim Nedow             | Canada                      | 20,09 m  | 20,82 m  | 20,69 m  |          |          |          | 20,82 m   | Miglior prestazione personale stagionale |
| 10  | Michał Haratyk        | Polonia                     | 19,89 m  | 19,89 m  | 20,69 m  |          |          |          | 20,69 m   |                                          |
| 11  | O'Dayne Richards      | Giamaica                    | 19,93 m  | 19,72 m  | 19,90 m  |          |          |          | 19,93 m   | Miglior prestazione personale            |
| 12  | Tsanko Arnaudov       | Portogallo                  | x        | 19,93 m  | x        |          |          |          | 19,93 m   |                                          |
| 13  | Maksim Afonin         | Atleti Neutrali Autorizzati | 19,84 m  | x        | x        |          |          |          | 19,84 m   |                                          |
| 14  | Chukwuebuka Enekwechi | Nigeria                     | 18,62 m  | 19,78 m  | x        |          |          |          | 19,78 m   |                                          |
| 15  | Asmir Kolašinac       | Serbia                      | 19,29 m  | x        | 19,34 m  |          |          |          | 19,34 m   |                                          |
| 16  | Damien Birkinhead     | Australia                   | 19,10 m  | 19,11 m  | x        |          |          |          | 19,11 m   |                                          |